# Sephisa
Sephisa es un género de lepidópteros de la familia Nymphalidae. Es originario del este de Asia.

## Especies
- Sephisa chandra
- Sephisa daimio
- Sephisa dichroa,
- Sephisa princeps